# Барткі (Нідзицький повіт)
Барткі (пол. Bartki, нім. Bartkenguth) — село в Польщі, у гміні Козлово Нідзицького повіту Вармінсько-Мазурського воєводства.
Населення — 201 особа (2011).
У 1975-1998 роках село належало до Ольштинського воєводства.

## Демографія
Демографічна структура станом на 31 березня 2011 року:
|          | Загалом | Допрацездатний вік | Працездатний вік | Постпрацездатний вік |
| -------- | ------- | ------------------ | ---------------- | -------------------- |
| Чоловіки | 106     | 24                 | 79               | 3                    |
| Жінки    | 95      | 25                 | 58               | 12                   |
| Разом    | 201     | 49                 | 137              | 15                   |